# Воздушный корабль (баллада)
«Возду́шный кора́бль. Из Це́длица» («По синим волнам океана…») — баллада из наполеоновского цикла стихотворений Лермонтова, написанная и опубликованная в 1840 году. Она является вольным переводом с немецкого языка сочинения австрийского романтика Иосифа Христиана фон Цедлица (Йосифа Кристиана фон Зейдлица; 1790—1862) под названием Das Geisterschiff («Корабль призраков», 1832 год). В отдельных фрагментах русского стихотворения чувствуется влияние другой баллады того же австрийского автора — «Ночной смотр» (Die nächtliche Heerschau; 1827), изданной в России в переводе Жуковского 1836 года.
Стихотворение оказало значительное влияние на русскоязычную поэзию (введён трёхстопный амфибрахий, развилась тема фантастического воздушного корабля и др.). Баллада Лермонтова была включена в школьную программу почти сразу же после смерти поэта — с 1843 года. В настоящий момент она входит в школьную программу РФ для 5-х классов. Стихотворение положено на музыку Н. Н. Мясоедовым; эта песня стала народной.

## Содержание
Стихотворение рассказывает о фантастическом путешествии, чудесном посмертном явлении императора Наполеона, умершего и похороненного на острове Святой Елены в Атлантическом океане в 1821 году. Рассказ начинается с описания корабля-призрака, который спешит к этому острову раз в год, в годовщину смерти свергнутого монарха (5 мая).

По синим волнам океана,

Лишь звезды блеснут в небесах,

Корабль одинокий несется,

Несется на всех парусах.
Когда воздушный корабль причаливает, император выходит из могилы.
Из гроба тогда император,

Очнувшись, является вдруг;

На нем треугольная шляпа

И серый походный сюртук.
Он всходит на борт и спешит во Францию, где он оставил маленького сына (ум. 1832) и старую Императорскую гвардию. Он выходит на берег и зовёт старых соратников, но ему никто не откликается, и он уплывает на своём волшебном корабле обратно.
Стоит он и тяжко вздыхает,

Пока озарится восток,

И капают горькие слезы

Из глаз на холодный песок,

Потом на корабль свой волшебный,

Главу опустивши на грудь,

Идет и, махнувши рукою,

В обратный пускается путь.

## История

### Обстоятельства создания
Стихотворение, вероятней всего, было написано в марте 1840 года в ордонансгаузе, куда Лермонтов был заключён после дуэли с Эрнестом де Барантом (1818—1859), атташе французского посольства и сыном французского посла (во время этого ареста Лермонтовым написано стихотворение «Соседка», также ставшее песней). Это предположение основывается на том, что в письме к В. П. Боткину от 15 марта 1840 года В. Г. Белинский сообщал, что Лермонтов, находясь в заключении, читал Цедлица («читает Гофмана, переводит Зейдлица и не унывает»); тогда, вероятно, и было написано стихотворение.
Исследователь творчества Лермонтова Л. И. Вольперт считает, что во время ареста на сложный комплекс переживаний поэта (ревность — оба дуэлянта ухаживали за Марией Щербатовой, неясность будущего, несправедливость обвинений, тревога за здоровье бабушки) наслаивается оскорблённое национальное чувство, ведь снова русский поэт был вынужден защищать свою честь в дуэли с французом; к тому же Барант распускал слух, что Лермонтов нарушил правила дуэли. «Мысли о мести, думается, сильно занимают поэта, не случайно он просит С. А. Соболевского срочно доставить ему „Под липами“ А. Карра — роман, в котором за 14 лет до „Графа Монте-Кристо“ А. Дюма крупным планом дан образ блистательно реализованной мести. Есть все основания предположить, что во время ареста размышления поэта были сконцентрированы не только на России, но и на Франции, чей „гордый“ и „великий“ народ „создал“, но и „предал“ Наполеона. В русле этих размышлений, думается, воспринимается поэтом и дуэль с Барантом».

### Публикация
Автограф стихотворения не сохранился.
Впервые было опубликовано в «Отечественных записках» 1840 года, № 5, отд. III, с. 1—3. Извещение о выходе в свет грядущей майской книжки «Отечественных записок», где будет напечатано стихотворение Лермонтова «Воздушный корабль (Из Зейдлица)», появилось в «Литературной газете» 15 мая (№ 39, стлб. 915). Этот выпуск «Записок» разрешили цензоры П. Корсаков и А. Фрейганг. В сборнике 1840 года «Стихотворения М. Лермонтова» датировано этим же годом.
Появление «Воздушного корабля» в печати в майской книжке «Отечественных записок» 1840 года по времени совпало с постановлением французского правительства о перенесении праха Наполеона с острова Святой Елены в Париж, которое было объявлено французским королём Луи-Филиппом в палате депутатов 12 мая нового стиля. Возможно, что известия о грядущем решении успели дойти в Россию, и Лермонтов написал «Воздушный корабль» под влиянием этих слухов (в настоящее время останки императора покоятся в каменном саркофаге во дворце Инвалидов). По поводу перенесения праха Наполеона поэтом в том же году было написано ещё одно стихотворение наполеоновского цикла — «Последнее новоселье».

## Анализ
«Воздушный корабль» имеет 72 стиха, разделённые на 18 строф по четыре строки. Стихотворный размер — трёхстопный амфибрахий. Этот размер является признаком балладного жанра и благодаря своей монотонности усиливает атмосферу постоянного повторения (подобного шуму морских волн), круговорота вечности. Четверостишия на одну рифму (АбВб), использованные Лермонтовым (рифмуются только чётные строки), закрепились в русской поэзии под влиянием немецкой (особенно благодаря творчеству Гейне, также бывшему поклонником Наполеона). Подхват слова, которое заканчивает один стих и начинает другой (как волна набегает на другую) создаёт мотив повторения. Это подчёркивает тот факт, что эта ситуация повторяется из года в год, а не является исключительной.
Образность стихотворения, особенно в начале, обобщённая — ни Наполеон, ни его сын, ни остров, ни маршалы не названы по имени. Любопытно, что хотя ситуация повторяется, император всё так же не знает ни о смерти сына, ни о гибели своих солдат и маршалов. Во второй части стихотворения нарастает конкретика: появляется подлинная география, но время при этом течёт в обратном порядке (Битва народов под Лейпцигом (1813) — Отечественная война 1812 года — Египетский поход (1798—1801): «…спят усачи-гренадеры — / В равнине, где Эльба шумит, / Под снегом холодной России, / Под знойным песком пирамид…»). Лермонтов использует поэтическое преувеличение: родина его герою — не провинциальный остров Корсика, как это было в реальности, а великая Франция; он идёт «скрестивши могучие руки», сходит на берег «большими шагами». Поэт трижды использует образ сыпучего, лишённого твёрдости песка и повторяет, что сон есть смерть. В конце стихотворения написано: «в обратный пускается путь», что перекликается со строчкой из начала — «и быстро пускается в путь» и обозначает конец фантастического путешествия в этом году и круговорот, повторение его на следующий год.

### Точность перевода немецкого текста
Стихотворение представляет собой не дословный перевод, а свободное переложение, или даже подражание балладе австрийского поэта Цедлица «Корабль призраков», что и отражено в подзаголовке. Лермонтов самостоятельно интерпретирует немецкий оригинал, а в последних 8 строфах радикально перерабатывает его, переосмыслив. Первые 10 строф, которые в общем сохраняют близость к оригиналу, тем не менее, также далеки от того, чтобы быть точным переводом, так как каждый из образов Цедлица (несущийся по морю безлюдный корабль, остров, могила, явление императора, его отъезд на корабле во Францию) русский поэт разрабатывает самостоятельно, свободно комбинируя строфы оригинала и сильно сжимая описания. Лермонтовское стихотворение более «сжато», и поэтому им используется более короткая строфа — четырёхстрочная вместо восьмистрочной немецкого оригинала Цедлица. В «Корабле призраков» использованы рифмованные восьмистишия, где четырёхударные строки чередуются с трёхударными, а «Воздушный корабль» написан трёхстопным амфибрахием, катренами, с точной фиксацией числа смерти императора.
Оба стихотворения имеют равное число стихов (72), но это, по мнению литературоведов, случайное совпадение, так как первые 40 стихов Лермонтова по содержанию соответствуют 60 стихам Цедлица, а дальше параллелизм совершенно нарушен. Особенно заметно расхождение русского поэта с немецким по смыслу во второй части стихотворения: у Цедлица император сходит с корабля, но не зовёт своих маршалов, солдат и сына, как у Лермонтова, а ищет свои города и не находит их, ищет народы, подвластные его империи, ищет свой разрушенный трон, ищет сына, но сыну «не оставили даже имени, которое он ему дал». Стихотворение кончается обширной прямой речью императора, и возвращения его обратно у Цедлица нет. Исследователи отмечают: «в данном случае он [Лермонтов] меняет заглавие, порядок изложения, но главное — магистральную идею. Зейдлиц, фактически, не сумел довести сюжетную линию до конца: Франция в его балладе отсутствует; главному мотиву стихотворения — гимну политической свободе, — отданы последние четыре строки».
Отличия видны уже в экспозиции: у Лермонтова нет «шторма» и «бури», а, напротив, — мирная картина природы — «синее море» под «звёздным небом». Разнится подход обоих поэтов к трактовке загробного: «Das Geisterschiff» Цедлица «представляет чистейший тип жуткой романтики привидений», а Лермонтов не следует такому образцу «кладбищенской баллады»: если в оригинале главное действующее лицо — труп, который оживает раз в год, то у Лермонтова — это скорее тень, образ, призрак. В этом он следует примеру Жуковского, переводившего того же автора с немецкого (см. ниже). У Цедлица кораблём управляют призраки, а у Лермонтова он идёт сам собой, причём описан более материальным — у него даже есть чугунные пушки.
Белинский написал о переводе: «„Воздушный корабль“ не есть собственно перевод из Зейдлица: Лермонтов взял у немецкого поэта только идею, но обработал её по-своему. Эта пьеса, по своей художественности, достойна великой тени, которой колоссальный облик так грандиозно представлен в ней».
Исследователи подчёркивают качество «переложения» Лермонтова по сравнению с немецким оригиналом. Вольперт отмечает: «Зейдлиц свёл поэтическое повествование к механическому перечню действий: „Под бременем романтического реквизита и дешёвой политической риторики чахнет и вянет слабый росток поэтического мотива. Лермонтов помог ростку пробиться на свет, разрастись деревом, расцвести контекстом“. (…) В стихотворении Зейдлица нет философского подтекста, нет идеи необратимости времени, осознания императором своей исторической вины».

#### Второй источник
В нескольких строфах (7 и 12) имеются вкрапления другой баллады этого же австрийского автора — «Ночной смотр» (Die nächtliche Heerschau; 1827), переведённой в 1836 году Жуковским .
Жуковский, также как и Лермонтов несколькими годами позднее, «смягчит» описания загробной жизни Цедлицем, опустит все «трупные» детали, вроде «рук без мяса» у барабанщика, и выпустит строфу, где «белые черепа скалят зубы из-под шлемов, костлявые руки поднимают вверх длинные мечи».

...В двенадцать часов по ночам

Из гроба встает полководец;

На нем сверх мундира сюртук;

Он с маленькой шляпой и шпагой;

На старом коне боевом

Он медленно едет по фрунту (...)

И всех генералов своих

Потом он в кружок собирает,

И ближнему на ухо сам

Он шепчет пароль свой и лозунг;

И армии всей отдают

Они тот пароль и тот лозунг:

И Франция — тот их пароль,

Тот лозунг — Святая Елена.

Так к старым солдатам своим

На смотр генеральный из гроба

В двенадцать часов по ночам

Встает император усопший.

### Наполеоновский миф
Картина посмертного явления Наполеона отражает легенду, создавшуюся после пленения и смерти французского императора. Легенда эта встречается в ряде произведений европейской поэзии. Помимо двух баллад Цедлица (в переводе Жуковского и Лермонтова) в русской поэзии она отражена стихотворением Пушкина «Недвижный страж дремал на царственном пороге», а также предшествовавшая им баллада Генриха Гейне («Die Grenadiere»), опубликованная в 1821 году и переведённая в 1845 году М. Л. Михайловым («Гренадеры»), которая была положена на музыку Шуманом.
Существует также расхожий сюжет европейских легенд Король под горой, а также мотив призрачных армий Дунхарроу («Властелин колец», Толкин).

### Место произведения в творчестве Лермонтова
Тема личности Наполеона являлась одной из любимых Лермонтовым. Произведение Лермонтова связано с ранними вариантами воплощения наполеоновской темы, как было отмечено Борисом Эйхенбаумом. Но в своих ранних произведениях он придерживался более традиционной с точки зрения европейской романтической поэзии трактовки, понимая его как «мужа рока», который «выше и похвал, и славы, и людей». К наполеоновскому циклу поэта относятся: «Наполеон» (1829), «Эпитафия Наполеона» (1830), «Святая Елена» (1830), «Наполеон. Дума» (1830), «Последнее новоселье» (1840; после перезахоронения праха императора во Франции), а также «Не говори, одним высоким…» (1830), где он уже отходит от романтической концепции и пытается переосмыслить личность диктатора в свете нравственной проблематики.
Оба юношеских стихотворения, озаглавленные «Наполеон», также построены на появлении тени Наполеона у его могилы на острове Святой Елены. Они демонстрируют, что тема «Воздушного корабля», встреченная у Цедлица, намечалась уже в юношеских опытах Лермонтова.
В стихотворении, по мнению литературоведов, угадывается полемика с пушкинской трактовкой Наполеона: у Пушкина император перед смертью, будучи в изгнании, отказывается от всего суетного — своих «стяжаний и зла воинственных чудес», несущих народам беды («Наполеон», 1821); и единственной привязанностью для него остаётся сын.
...Где, устремив на волны очи,

Изгнанник помнил звук мечей

И льдистый ужас полуночи,

И небо Франции своей;

Где иногда, в своей пустыне

Забыв войну, потомство, трон,

Один, один о милом сыне

В унынье горьком думал он...
А у Лермонтова Наполеон всё также неизменен душой и готов сначала повторить свой ратный путь. Вспоминая свою страну, он видит в сыне преемника своих деяний и наследника завоёванного («ему обещает полмира»).
Отмечается и возможное возвращение Лермонтова к другой любимой им теме — Родины, в символическом, ценностном понимании этого слова. Родина у Лермонтова — воплощение идеала героической, естественной, полнокровной жизни, «чудный мир тревог и битв», который обычно противостоит безгеройной, нравственно измельчавшей современности. Таков в балладе образ «Франции милой», куда несётся, преодолевая пространство и время, воздушный корабль. Другие сквозные темы Лермонтова, отразившиеся в «Воздушном корабле», — темы одиночества, покоя и сновидения.

## Оценка
«Воздушный корабль» считается одним из лучших творений зрелого Лермонтова. С 1843 года изучается в школе. Его называют в числе стихотворений Лермонтова, которые повлияли на дальнейшую популярность выбранного поэтом стихотворного размера у других авторов.
Литературоведы высоко оценивают эмоции стихотворения: «В нём, набирая силу, звучит острая скорбь оттого, что бег неумолимого времени уничтожает все ценное для личности в мире: душевные привязанности, близких людей и даже память об имевшей место в недавнем прошлом героике свершений и всемирной славе великого человека». Скорбь, испытываемая любимым героем поэта, разделяет и сам автор.
В этом произведении тайна «истории расшифрована как необратимость, однонаправленность времени: возвращение императора французов на родину показано как призрачное, мнимое, исторически немыслимое. (…) „Воздушный корабль“ выделяет среди других стихотворений наполеоновского цикла авторское противостояние стереотипам наполеоновского мифа, стремление разглядеть за романтическим обликом Наполеона живое, пронзённое одиночеством человеческое сердце. Начало баллады рисует традиционный, почти лубочный образ императора. В канонах романтической трактовки — изображение духовного мира Наполеона, где иерархия ценностей окрашена любовью героя к „славе“ и власти (даже сын для него — в первую очередь — наследник престола). Первые слова полководца, вернувшегося на родину, обращены не к сыну: „Соратников громко он кличет / И маршалов грозно зовёт“. Безответность этого призыва, обречённость возвращения в прошлое показаны Лермонтовым не только как результат духовного перерождения, низости и предательства: император, одержимый жаждой власти, принёсший ей в жертву миллионы человеческих жизней, сам повинен в своём горьком одиночестве. Динамика внутреннего действия, которое в лермонтовском переводе потеснило и подчинило своей логике действие внешнее, зиждется в балладе на переоценке ценностей, ведущей к позднему и горькому прозрению. Единственное, что несомненно в пустынном, зыбком, призрачном мире, — родная душа, тепло естественной человеческой привязанности. И вместо „наследника-сына“ император теперь зовёт „любезного сына, / Опору в превратной судьбе“. „Муж рока“ трансформируется в заключительных строфах баллады в жертву „превратной судьбы“, в глубоко страдающего человека, жаждущего тепла и сочувствия. Стандартная, хрестоматийная фигура, возникшая в первых строфах, оживает в непосредственных жестах безнадёжности и отчаяния. Глубокое постижение духовной драмы героя преобразует легендарный романтический силуэт императора французов в объёмное, психологически многомерное изображение трагической судьбы одного из „героев начала века“».

### Переводы
Существует перевод «Воздушного корабля» на французский язык Э. Дешана (в сборнике «Les poètes russes», Paris, 1846). На итальянский оно было переведено в 1890-х годах усилиями Д. Чамполи. В 1893 году немецкий поэт Георг Фидлер перевёл стихотворение Лермонтова «Воздушный корабль», не подозревая, что оно само есть перевод.
Первые переводы на языки народов Кавказа произошли в конце XIX века. Перевод на армянский язык баллады сделал Е. Саргисян (ж. Юсисапайл, 1864, № 7). Под инициалами А. Адигёзалова вышел первый перевод на азербайджанский язык баллады «Воздушный корабль» (в газете «Кешкюль» (Тифлис) от 26 августа 1889 года, в отдельном издании (как приложение к газете)). Есть предположение, что ещё ранее азербайджанский литератор Р. Эфендиев перевёл «Воздушный корабль», но так и не был допущен к печати. Публикация перевода «Воздушного корабля» на ингушском языке Ахмета Озиева в 1963, 1964 гг. задержалась на три десятилетия (из-за ареста ингушского поэта и переводчика в ноябре 1934 года «за контрреволюционную агитацию», расстрелян 22 декабря 1937 года).
В 1941 год появились переводы баллады на киргизский и осетинский языки (Боконбаев и Кайтуков, соответственно).
«Воздушный корабль» на литовском зазвучал в 1912 году усилиями Кряучюнаса.

### Влияние на другие произведения
В степи, на равнине открытой,

Курган одинокий стоит;

Под ним богатырь знаменитый

В минувшие веки зарыт.

<...>

Так думает витязь, вздыхая,

На темном кургане сидит,

Доколе заря золотая

Пустынную степь озарит;

Тогда он обратно уходит,

В подземный уходит он дом,

А ветер по-прежнему бродит,

И грустно и пусто кругом.
- Козьма Прутков — пародия «На взморье», 1854[20]
- В. Г. Бенедиктов — стихотворение «По синим волнам океана» (1856—58)
- А. К. Толстой — стихотворение «Курган», написанное под явным влиянием «Воздушного корабля». Это влияние особенно заметно в начальном варианте стихотворения: ночью на кургане появляется тень похороненного под ним витязя, которая вспоминает о своей жизни, а на заре снова скрывается в кургане. В окончательном варианте Толстой убрал эти строфы.
- Мотивы «Воздушного корабля» и «Ветки Палестины» есть в стихотворении Афанасия Фета «Ива»[источник не указан 4747 дней].
- Н. А. Некрасов — «Секрет (опыт современной баллады)», пародирует романтическую балладу Лермонтова.
- Мотивы стихотворения «Воздушный корабль» отразились в балладе Шаула Черниховского «На развалинах Бет-Шана» (1896).
- Владимир Маяковский в своей поэме «Хорошо!» сатирически использует известное стихотворение Лермонтова, высмеивая стремление Керенского подражать Наполеону[21].
- Ритмико-синтаксическая и отчасти сюжетная канва баллады «Воздушный корабль» использована Сосюрой в стихотворении «Сон» (1924)[19].
- Тан-Богораз — в стихотворении «Цусима» несомненно влияние «Воздушного корабля» (ритмика и мотив сна усопших)[22]. Лебедев-Кумач в «Песне о Цусиме», авторской обработке стихотворения «Цусима» Тан-Богораза, продолжает эту тему[23].

## Иллюстрации
Стихотворение иллюстрировали: В. П. Белкин, И. Я. Билибин (в технике чёрной акварели), В. И. Комаров, В. М. Конашевич, Д. И. Митрохин, Л. М. Непомнящий, Л. О. Пастернак, В. Суреньянц, П. Д. Шмаров и другие.

## В музыке
Первое известное переложение на музыку осуществлено в 1875 году Эмилией Клиндер (урождённая Косецкая). Через три года Н. Н. Мясоедовым стихотворение вновь положено на музыку, и эта песня распространилась в народе во множестве обработок (например, в связи с событиями первой русской революции возникла песня «Воздушный корабль», известная с 1906 года среди рабочих Ижорского завода). Всего известно 13 переложений лермонтовской баллады, сочинённых как профессиональными композиторами, так и любителями. Среди авторов: Базилевский Г. П., Богданов-Березовский В. М., Брук Г. С. (Эпиграф), Брянский Н. П., Заикин Ф. А., Иванов-Корсунский В. М., Клиндер Э., М.***, Мясоедов Н. Н., Никольский А. В., Серов А. Н. (Замысел), Толстой Д. А.
- Г. П. Базилевский. Воздушный корабль («По синим волнам океана»). Op. 32. М., А. Гутхейль, 1905
- Богданов-Березовский Валериан Михайлович Воздушный корабль («По синим волнам океана»). Op. 22/7. 1939—1940.
- Брянский, Николай Петрович Воздушный корабль («По синим волнам океана»). В сб.: Детские песни. Спб., Юргенсон, [1896]
- Заикин Ф. А. Воздушный корабль («По синим волнам океана»). М., Юргенсон, [1904]. На рус. и нем. яз.
- В. М. Иванов-Корсунский Воздушный корабль («По синим волнам океана»). Рукопись в ГЦММК, ф. Беневского. Лит.: Польская Е. Звучать забытым мелодиям. — Кавказская здравница (Пятигорск), 1967, 23 июня.
- Клиндер Эмилия (урождённая Косецкая). Воздушный корабль («По синим волнам океана»). Спб., Бессель, [1875].
- М*** Соч.: Воздушный корабль («По синим волнам океана»). — Мода. Журнал для светских людей (1851—1861). Спб., Прилож.
- Н. Н. Мясоедов. Воздушный корабль («По синим волнам океана»). Мелодекламация. М., Юргенсон, [1878]. Первое исп. в 1905.
- Никольский Александр Васильевич. Воздушный корабль («По синим волнам океана»). Op. 11. Фантазия для симф. орк. 1904—1905, Москва. Рукопись партитуры в ГЦММК, ф. 294, № 22.
- Серов Александр Николаевич. Воздушный корабль («По синим волнам океана»). Неосуществлённый замысел. Ист.: Музыкальное наследство. Т. 1. М., 1962, с. 285.
- Д. А. Толстой. Воздушный корабль («По синим волнам океана»). 1932. Баллада для баритона. Op. 20/3. — В сб.: Толстой Д. Романсы. для голоса с фп. Л., Сов. композитор, 1959, с. 25—36.

Мелодия, с которой песня укоренилась в народе, видимо, не имеет к ним особого отношения и в устном бытовании приняла форму народной песенной баллады, мелодически близкой к матросским песням типа «Раскинулось море широко».